# Facelina goslingii
Facelina goslingii is een slakkensoort uit de familie van de Facelinidae. De wetenschappelijke naam van de soort is voor het eerst geldig gepubliceerd in 1901 door A. E. Verrill.